# 2,4-Dihidroksibenzojeva kiselina
2,4-Dihidroksibenzoinska kiselina (β-rezorcilna kiselina) je dihidroksibenzojeva kiselina.
Rezorcilna kiselina je jedna od tri izomerne kristalne kiseline koje su karboksilni derivati rezorcinola i dihidroksi derivati benzojeve kiseline.
Ona je degradacioni proizvod cijanidin glikozida iz trešanja. On je takođe metabolit koji je nađen u ljudskoj plazmi nakon konzumacije soka od brusnica.